# Supercell
Supercell je finsko podjetje, ki razvija videoigre za mobilne telefone. Leta 2010 ga je v Helsinkih ustanovil Ilkka Paananen, ki je še vedno direktor podjetja. Ostali soustanovitelji so Mikko Kodisoja, Niko Derome, Lassi Leppinen, Visa Forsten in Petri Styrman.
Igre, ki so jih razvili, so: Clash Royale, Clash of Clans, Boom beach, HayDay in Brawl Stars. Prenos je možen prek storitev Google Play in App Store.